# Daniel Sap
Daniel Sap, né le 16 juillet 1949 à Nancy et mort le 26 novembre 2001 à Lay-Saint-Christophe (Meurthe-et-Moselle), est un footballeur français. Il évolue au poste de défenseur durant les années 1970.

## Biographie
Daniel Sap effectue la totalité de sa carrière au Stade athlétique spinalien. Pourtant défenseur, il réalise 76 matchs en Division 2 et sept en coupe, pour un total de treize buts inscrits.

## Palmarès
- Champion de Division d'Honneur Lorraine en 1971